# Катлево
Катлево (пол. Katlewo, нім. Kattlau) — село в Польщі, у гміні Ґродзічно Новомейського повіту Вармінсько-Мазурського воєводства.
Населення — 252 особи (2011).
У 1975-1998 роках село належало до Торунського воєводства.

## Демографія
Демографічна структура станом на 31 березня 2011 року:
|          | Загалом | Допрацездатний вік | Працездатний вік | Постпрацездатний вік |
| -------- | ------- | ------------------ | ---------------- | -------------------- |
| Чоловіки | 133     | 28                 | 94               | 11                   |
| Жінки    | 119     | 21                 | 76               | 22                   |
| Разом    | 252     | 49                 | 170              | 33                   |